# Crotalaria phylloloba
Crotalaria phylloloba är en ärtväxtart som beskrevs av Hermann August Theodor Harms. Crotalaria phylloloba ingår i släktet sunnhampor, och familjen ärtväxter. Inga underarter finns listade i Catalogue of Life.